# AMT AutoMag III
La AMT AutoMag III  es una pistola semiautomática de acción simple, diseñada por Harry Sanford, creador de la primera Automag. No dispara un cartucho Magnum, pero dispara el cartucho .30 Carbine originalmente diseñado para la carabina M1 de la Segunda Guerra Mundial. También fueron producidas para disparar el cartucho 9 mm Winchester Magnum, pero solamente las pistolas producidas por AMT se hicieron para este cartucho; posteriormente Galena las produjo solamente para el .30 Carbine. Construida en acero inoxidable y con un cargador de 8 cartuchos, la AutoMag III es la primera pistola exitosa que utiliza este cartucho.